# Acris crepitans
Acris crepitans е вид земноводно от семейство Дървесници (Hylidae).

## Разпространение
Видът е разпространен в Канада, Мексико и САЩ.